# デプス・ボム
デプス・ボム（英: Depth Bomb、英: Depth Bomb Cocktail）は、ブランデーとアップル・ブランデーを用いたカクテル。

## 概要
「デプス・ボム」とは「対潜水艦用爆弾」の意である。
下記のレシピで判るように、ブランデーとアップル・ブランデーに形ばかりの酸味と甘みを乗せたカクテルであり、アルコール度数は高い。カクテルの命名もこのアルコール度数の高さに由来する。同様にアルコール度の高さから命名されたカクテルにアースクェイク、ノックアウトがある。

## レシピの例
『サヴォイ・カクテル・ブック』掲載のレシピを以下に挙げる。
材料
- ブランデー - 1/2
- カルヴァドスまたはアップル・ブランデー - 1/2
- レモンジュース - 1dash
- グレナデンシロップ - 4dash

作り方
1. 全ての材料をシェイクして、カクテルグラスに注ぐ。